# 九龍巴士3A線
九龍巴士3A線是香港九龍的一條已取消巴士路線。

## 歷史
- 1950年8月3日，路線投入服務，來往九龍城至慈雲山。
- 1960年，九龍城機場跑道尾總站更名為竹園。該總站位於清水灣道（今彩虹道）大成街口。
- 1965年，竹園總站遷往龍翔道。
- 1967年，因六七暴動，3A線停駛直至12月16日。
- 1967年及1968年，竹園總站遷往沙田坳道近竹園聯合村及親仁街。
- 1985年5月31日，沙田坳道總站正名為黃大仙，以配合竹園邨入伙。
- 1989年2月23日，黃大仙總站遷往黃大仙中心。
- 1990年5月16日，路線改為來往慈雲山北至竹園邨（循環線）。
- 1995年11月5日，路線終止服務，並由小巴65線取代。

## 行車路線
慈雲山北至竹園邨（循環線）

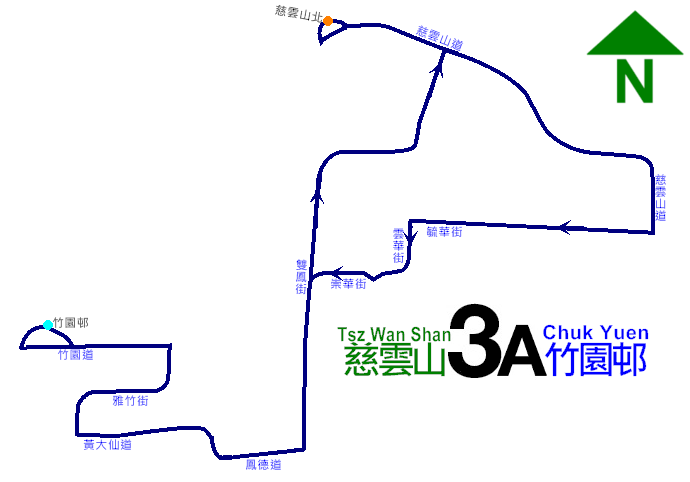
3A線取消前的走線圖

- 由慈雲山（北）開出：慈雲山道，惠華街，崇華街，雙鳳街，鳳德道，沙田坳道，黃大仙道，雅竹街，竹園道，竹園邨巴士總站，竹園道，雅竹街，黃大仙道，沙田坳道，鳴鳳街，雙鳳街，雲華街，慈雲山道